# Consistórios de Bento XIV
O Papa Bento XIV (r. 1740-58) criou 64 cardeais em sete consistórios

## 9 de setembro de 1743
1. Joaquín Fernández de Portocarrero † 22 junho 1760;
2. Camillo Paolucci † 11 junho 1763;
3. Raffaele Cosimo de 'Girolami † 21 fevereiro 1748;
4. Carlo Alberto Guidoboni Cavalchini † 7 março 1774;
5. Giovanni Battista Barni † 24 janeiro 1754;
6. Giacomo Oddi † 2 maio 1770;
7. Federico Marcello Lante della Rovere † 3 março 1773;
8. Marcello Crescenzi † 24 agosto 1768;
9. Giorgio Doria † 31 janeiro 1759;
10. Francesco Landi † 11 fevereiro 1757;
11. Giuseppe Pozzobonelli † 27 abril 1783;
12. Francesco Ricci † 8 janeiro 1755;
13. Antonio Maria Ruffo † 22 fevereiro 1753;
14. Mario Bolognetti † 12 fevereiro 1756;
15. Girolamo Colonna di Sciarra † 18 janeiro 1763;
16. Prospero Colonna di Sciarra † 20 abril 1765;
17. Carlo Leopoldo Calcagnini † 27 agosto 1746;
18. Alessandro Tanara † 29 abril 1754;
19. Filippo Maria de Monti † 17 janeiro 1754;
20. Girolamo Bardi † 11 março 1761;
21. Luigi Maria Lucini, O.P. † 17 janeiro 1745
22. Fortunato Tamburini, O.S.B. † 9 agosto 1761;
23. Gioacchino Besozzi, O.Cist. † 18 junho 1755;
24. Domenico Orsini de Aragão † 19 janeiro 1789.

### in pectore
1. Johann Theodor von Bayern, (publicado em 17 de janeiro de 1746) † 27 janeiro 1763.

## 17 de janeiro de 1746

### RevelaçãoIn pecture
1. Johann Theodor von Bayern, (in pectore 9 de setembro de 1743)

## 10 de abril de 1747
1. Álvaro Eugenio Mendoza Caamaño y Sotomayor † 23 janeiro 1761
2. Daniele Delfino † 13 março 1762;
3. Raniero Felice Simonetti † 20 agosto 1749;
4. Frédéric-Jérôme de la Rochefoucauld de Roye † 29 abril 1757;
5. François-Armand-Auguste de Rohan-So † 28 junho 1756
6. Ferdinand Julius von Troyer † 5 fevereiro 1758
7. Giovanni Battista Mesmer † 20 junho 1760;
8. José Manuel da Câmara de Atalaia † 9 julho 1758
9. Gian Francesco Albani † 15 setembro 1803;
10. Mario Millini † 25 julho 1756;
11. Carlo Vittorio Amedeo Ignazio delle Lanze † 25 janeiro 1784.

## 3 de julho de 1747
1. Henrique Benedito Stuart † 13 julho 1807.

## 26 de novembro de 1753
1. Giuseppe Maria Feroni † 15 novembro 1767;
2. Fabrizio Serbelloni † 7 dezembro 1775;
3. Giovanni Francesco Stoppani † 18 novembro 1774;
4. Luca Melchiore Tempi † 17 julho 1762;
5. Carlo Francesco Durini † 25 junho 1769;
6. Enrico Enríquez † 25 abril 1756;
7. Cosimo Imperiali † 13 outubro 1764;
8. Vincenzo Malvezzi Bonfioli † 3 dezembro 1775;
9. Luigi Mattei † 30 janeiro 1758;
10. Giovanni Giacomo Millo † 16 novembro 1757;
11. Clemente Argenvilliers † 23 dezembro 1758;
12. Antonio Andrea Galli † 24 março 1767;
13. Flavio Chigi † 12 julho 1771;
14. Giovanni Francesco Banchieri † 18 outubro 1763;
15. Giuseppe Livizzani † 21 março 1754;
16. Ludovico Maria Torriggiani † 6 janeiro 1777.

## 22 de abril de 1754
1. Antonino Sersale † 24 junho 1775.

## 18 de dezembro de 1754
1. Luis Antonio Fernández de Córdoba † 26 março 1771

## 5 de abril de 1756
1. Nicolas de Saulx-Tavannes † 10 março 1759
2. Alberico Archinto † 30 setembro 1758;
3. Giovanni Battista Rovero † 9 outubro 1766;
4. Francisco de Solís Folch de Cardona † 21 março 1775;
5. Johannes Joseph von Trautson † 10 março 1757
6. Paul d'Albert de Luynes † 21 janeiro 1788;
7. Étienne-René Potier de Gesvres † 24 julho 1774;
8. Franz Konrad Kasimir Ignaz von Rodt † 16 outubro 1775;
9. Francisco de Saldanha da Gama † 1º novembro 1776